# غريغور وعلامات السرية
غريغور وعلامات السرية (بالإنجليزية: Gregor and the Marks of Secret)‏؛ رواية فنتازية ضمن أدب الأطفال، من تأليف الروائية الأمريكية سوزان كولنز، صدرت عن مؤسسة إستلاستيك في 1 مايو 2006، وهي رابع روايات خماسية سجلات أندرلاند.